# Erdnagel

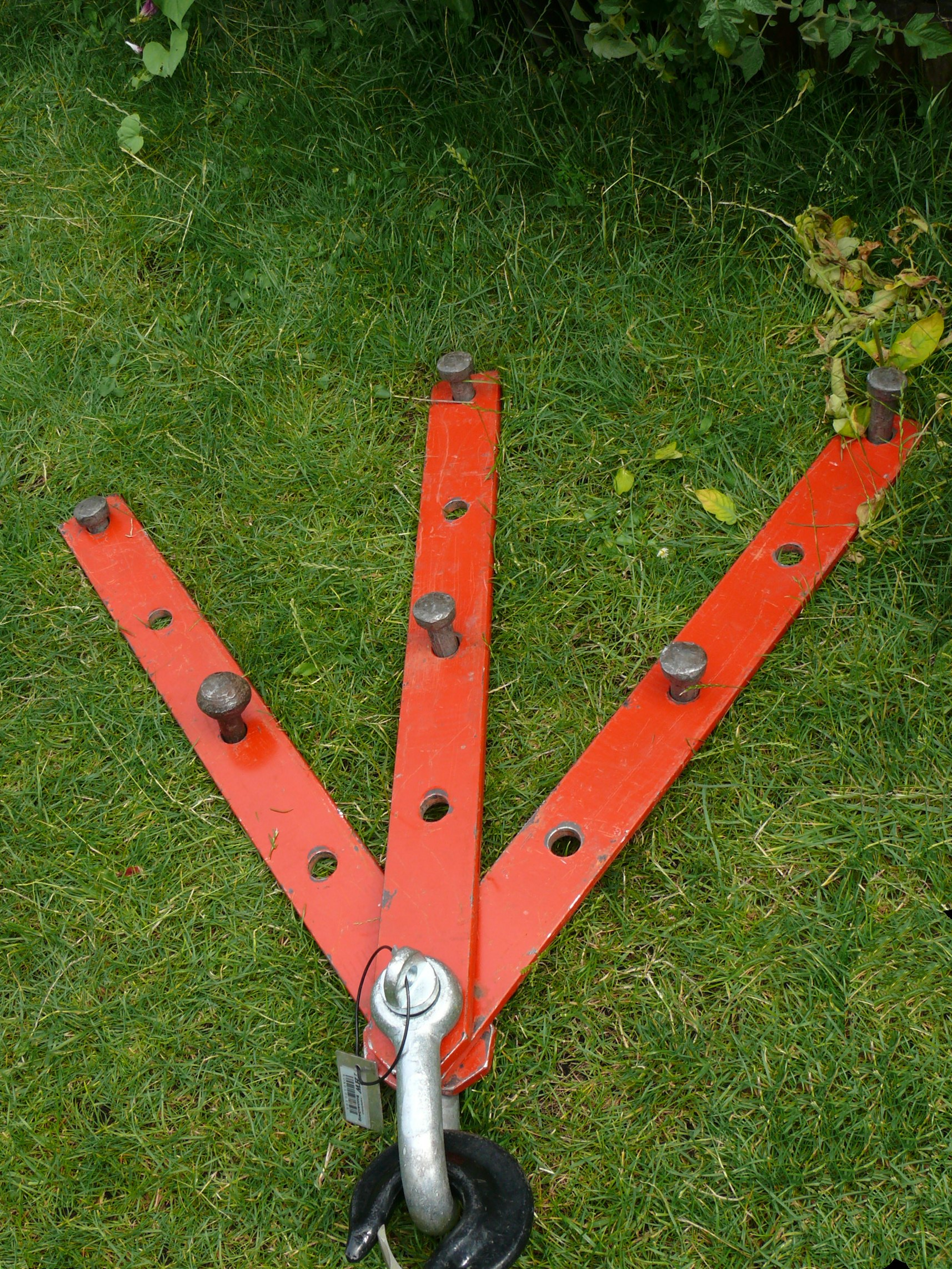
Erdanker mit Erdnägeln

Erdnägel sind Rundstähle mit gestauchtem Kopf zur Verankerung von technischen Konstruktionen in der Erde.
Erdnägel werden regelmäßig bei der Sicherung von fliegenden Bauten gegen Kippen, Gleiten und Abheben sowie zur Befestigung von Erdungsseilen bei mobilen Einrichtungen verwendet. Auch beim Einsatz von Mehrzweckzügen bei der Technischen Hilfeleistung durch Feuerwehren oder das THW werden Erdnägel zur Fixierung des Erdankers verwendet.
Erdnägel werden in Längen von 30 bis 200 cm bei einem Durchmesser von 1,5 bis 5,0 cm verwendet. Der Kopf ist gestaucht, damit eine Befestigungsmöglichkeit für Seile, Platten u. ä. besteht.
Im Vergleich zum Zeltnagel sind Erdnägel größer dimensioniert, im Unterschied zum Hering werden Erdnägel aus Rundstahl hergestellt.